# Altaria (Renfe)
Altaria é o nome comercial de alguns serviços de larga distância prestados pela empresa ferroviária espanhola Renfe Operadora. Tem lugares nas classes Turista e Preferente, acesso a pessoas de mobilidade reduzida e ainda um serviço de Cafetaria, situado num reboque específico entre ambas as classes do comboio. Actualmente, liga Madrid com a Andaluzia e com a Região de Múrcia.
O material circulante deste serviço são composições Talgo, das séries IV ou VI, esta preparada para percorrer tanto troços em via de bitola larga ibérica (1668 mm) como troços em via de bitola standard UIC (1435 mm).

## História
O serviço Altaria começou em finais dos anos 1990 como uma actualização do serviço Talgo, oferecendo novos serviços aos seus clientes a bordo e em terra, assim como maior rapidez nas viagens. O primeiro eixo a receber este produto foi o Madrid-Alicante, sendo pouco depois estendido às ligações desde Madrid até Cádis, Huelva ou Algeciras onde a primeira parte da viagem se efectuava pela linha de alta velocidade (LAV) Madrid-Sevilha. Com a renovação do material circulante, Talgo série IV, a ligação de Madrid a Múrcia e Cartagena passou a denominar-se Altaria.
Em 2003, com a abertura da primeira fase da LAV Madrid-Barcelona, entre Madrid e Lérida, os comboios de Madrid a Barcelona, a Pamplona e a Logroño passaram a ser oferecidas pela Altaria, com fortes reduções do tempo de viagem.
Em 2005, o aparecimento de unidades auto-propulsadas e com eixos telescópicos possibilitou a substituição serviço Altaria pelo serviço Alvia entre Madrid e Barcelona, à excepção do Altaria Triana que fazia a ligação de Cádiz a Barcelona por Sevilha, Madrid e Lérida. Desde logo, o facto de se evitar troca de locomotiva pela passagem dos intercambiadores de mudança de bitola do material circulante, permite reduzir a passagem por estes equipamentos de cerca de 20 minutos para cerca de 4. Torna-se possível adicionar San Sebastián, Irun e Hendaye aos destinos da Altaria, pelo prolongamento de um dos serviços Madrid-Pamplona até Hendaye. Foi ainda adicionada uma ligação entre Madrid e Vitória pela LAV Madrid-Barcelona até Plasencia de Jalón.
Em 2006, com a abertura da LAV Córdova-Antequera, o serviço a Granada assegurado por um comboio Talgo pela linha convencional de Despeñaperros juntamente com o de Almeria, é segregado em dois: enquanto o de Almería continua pela linha convencional, o de Granada passa a circular pela LAV entre Madrid e Antequera e continuando o resto do percurso pela linha convencional. Com a mudança de trajecto e redução dos tempos de percurso, o novo serviço passa a denominar-se Altaria. O Altaria de Algeciras passa também a circular entre Madrid e Antequera pela LAV, na mesma data.
A 20 de Fevereiro de 2008, é aberto o acesso da LAV a Barcelona, pelo que o serviço Alvia entre ambas as cidades é descontinuado e substituído pela oferta AVE. Tal permite libertar unidades para a substituição do produto Altaria pelo Alvia nas ligações de Madrid a Logroño ou a Pamplona, ao mesmo tempo que o Altaria Triana é encurtado a Madrid, passando a efectuar o percurso entre Madrid e Cádis e já sem sobrenome.
Em 2009, substituem-se os serviços entre Madrid e Cádis ou Huelva por Alvia, o mesmo acontecendo em 2010 com os serviços entre Madrid e Alicante. Com esta alteração, a rede de serviços Altaria converte-se na actual.
Os eixos já cobertos pelo produto Altaria foram:
- Madrid-Alicante
- Madrid-Barcelona
- Madrid-Cádis
- Barcelona-Cádis Altaria Triana
- Madrid-Huelva
- Madrid-Pamplona-San Sebastián-Irun
- Madrid-Pamplona-Vitória
- Madrid-Logroño

## Serviços Actuais
Actualmente, o produto Altaria cobre as seguintes ligações:
- Madrid-Algeciras
- Madrid-Granada
- Madrid-Murcía del Carmen-Cartagena

## Material Motor
Os serviços Altaria são realizados por uma locomotiva elétrica (série 252 e 269) e também com locomotivas Diesel (série 333 e 334) com reboques Talgo das séries IV e VI.